# 額田国造
額田国造（ぬかたのくにみやつこ・ぬかたこくぞう）は美濃国西部（または近江国東部）を支配した国造。

## 概要

### 表記
『先代旧事本紀』「国造本紀」に額田国造と表記される。

### 祖先
『先代旧事本紀』『国造本紀』によると和邇氏の祖・彦国葺命の孫の大真侶古命が成務天皇朝に額田国造に任じられたとある。

### 氏族
額田氏（ぬかたうじ、姓は直）。後には宿禰を与えられた者もいた。和珥氏、粟田氏、真野氏、武社国造、吉備穴国造などと同系。

## 本拠
国造の本拠は美濃国池田郡額田郷、または近江国坂田郡。現在の岐阜県池田町、または滋賀県米原市にあたる。

### 支配領域
国造の支配領域は当時額田国と呼ばれた地域、後の池田郡、大野郡、安八郡の一部にあたる。

## 氏神
花長上神社および花長下神社。

### 墓
- 上磯古墳群（かみいそこふんぐん）
4世紀後半から5世紀前半に築造された古墳群で、前方後方墳2基と前方後円墳1基からなる。
- 野古墳群（のこふんぐん）
5世紀中期から6世紀初頭に築造された古墳群で、前方後円墳8基と多数の円墳からなる。

## 子孫
- 額田今足（ぬかたのいまたり）
平安時代の法律家・明法博士。律令の注釈を公定することを請願し、『令義解』撰修の先駆けとなった。